# Delage D8
Delage D8 är en personbil, tillverkad i två generationer av den franska biltillverkaren Delage mellan 1929 och 1939.

## Delage D8 (1929-35)
Efter första världskriget växte Delage fram som ett av Frankrikes främsta bilmärken. Man ägnade sig framgångsrikt åt bilsport och vann bland annat Världsmästerskapet i Grand Prix racing 1927. I den sexcylindriga Type GL hade man en mycket åtråvärd lyxbil. 
För att ersätta GL-modellen introducerades den åttacylindriga D8 på bilsalongen i Paris 1929. Bilen hade en stötstångsmotor på fyra liter och en fyrväxlad växellåda. Senare tillkom Cotal-växellåda som tillval. Chassit var ytterst konventionellt, med stela axlar fram och bak upphängda i längsgående bladfjädrar och mekaniska bromsar. Chassit kläddes sedan med karosser från tidens främsta karossbyggare, som Carrosserie Pourtout, Letourneur et Marchand och Henri Chapron. Snart tillkom modellen D8S, med ett lägre chassi och starkare motor med nyutvecklat cylinderhuvud. Denna Gran Sport-modell fick oftast sportiga tvådörrarskarosser. Delage byggde även ett litet antal D8SS med ännu lite starkare motor och kort hjulbas.
Den stora depressionen i början av 1930-talet var ingen bra tid för att sälja dyra lyxbilar. 1934 kompletterade Delage utbudet med två mindre åttor på 2,7 respektive 3,6 liter, men redan året därpå tvingades Louis Delage sälja sitt företag till huvudkonkurrenten Delahaye.

### Motorer
| Modell | Motor              | Cylindervolym | Effekt | Bränslesystem    |
| ------ | ------------------ | ------------- | ------ | ---------------- |
| D8     | 8-cyl radmotor ohv | 4060 cm³      | 105 hk | Enkel förgasare  |
| D8S    | 8-cyl radmotor ohv | 4060 cm³      | 120 hk | Enkel förgasare  |
| D8SS   | 8-cyl radmotor ohv | 4060 cm³      | 145 hk | Dubbla förgasare |
| D8-15  | 8-cyl radmotor ohv | 2660 cm³      | 80 hk  | Enkel förgasare  |
| D8-85  | 8-cyl radmotor ohv | 3570 cm³      | 85 hk  | Enkel förgasare  |
| D8-105 | 8-cyl radmotor ohv | 3570 cm³      | 105 hk | Dubbla förgasare |

## Delage D8-100/120 (1936-39)
Efter Delahayes övertagande introducerades en ny D8-modell, baserad på Delahaye 135. Bilens chassi hade individuell hjulupphängning fram med tvärställda bladfjädrar och hydrauliska bromsar. Motorn var närmast en åttacylindrig version av Delahayes sexa. Bilen byggdes i två varianter: D8-100 var avsedd för mer formella sedan- och limousine-karosser. D8-120 hade större motor och med kortare hjulbas var den avsedd för mer spektakulära tvådörrarskarosser. Modellen tillverkades fram till andra världskrigets utbrott.

### Motorer
| Modell | Motor              | Cylindervolym | Effekt | Bränslesystem   |
| ------ | ------------------ | ------------- | ------ | --------------- |
| D8-100 | 8-cyl radmotor ohv | 4302 cm³      | 105 hk | Enkel förgasare |
| D8-120 | 8-cyl radmotor ohv | 4750 cm³      | 115 hk | Enkel förgasare |